# Seznam unciálních textů Nového Zákona

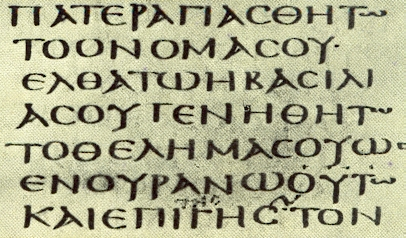
Sinajský kodex, Lukáš 11,2

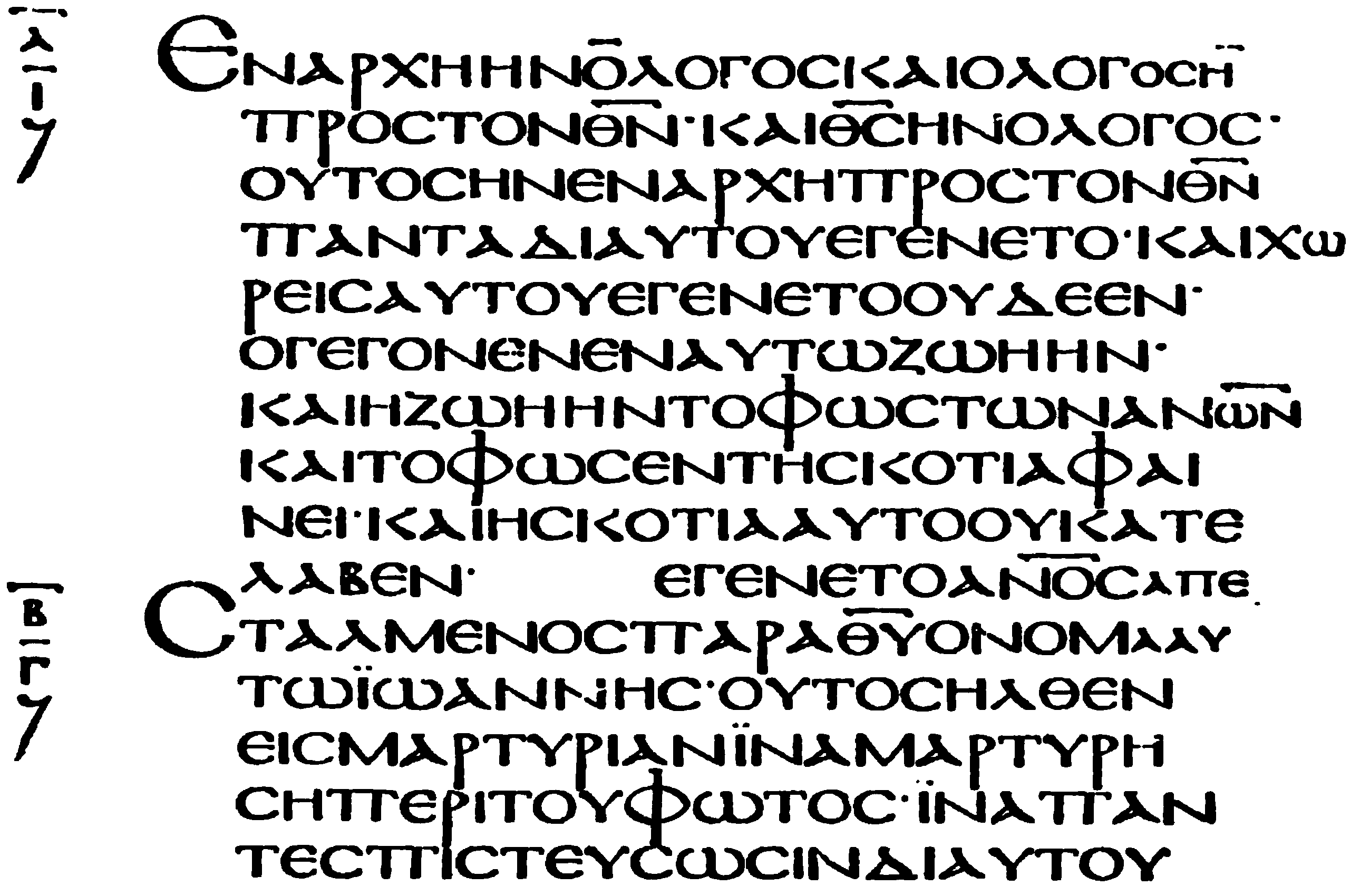
Jan 1,1-7 Alexandrijský kodex

Unciální texty Nového zákona jsou opisy části Nového zákona v řeckých nebo latinských kapitálkách (neboli majuskulích), psané na pergamenu různé kvality a původu. Tento styl psaní se nazývá Biblický Unciální nebo Biblické Majuscule.
Novozákonní unciály jsou odlišné od:
- Novozákonních papyrů — psané na papyru, které jsou většinou staršího data;
- Novozákonních minuskulí — psané minuskulích (malé, napojené znaky), většinou pozdějšího data;
- Novozákonních lekcionářů — obvykle psaných minuskulemi (některé unciálami) a většinou pozdějšího data.

## Klasifikace unciál
Wettstein v roce 1751 znal pouze 23 unciálních kodexů Nového zákona, Tischendorf znal již 64 unciálních kodexů. Gregory v roce 1909 napočítal 161 unciálních textů. Aland v první edici své Kurzgefasste Liste (1963), napočetl 250 a v roce 1989 pak 299 unciálních textů. Wettstein zavedl moderní způsob klasifikace unciálních kodexů. Použil k jejich identifikaci velké znaky latinské abecedy. Alexandrijský kodex označil písmenem A, Vatikánský kodex — B, Efrémův kodex — C, Bezův kodex — D atd. Posledním jím použitým písmenem bylo O. Následující generace pokračovala v tomto systému číslování, ale nově objevené manuskripty vyčerpaly písmena latinské abecedy. Proto se začala používat písmena řecké a hebrejské abecedy. Tischendorf označil Sinajský kodex symbolem א. Kodex Uncial 048 obdržel symbol ב, Codex Petropolitanus Purpureus symbol ג, Codex Macedoniensis — ו atd. Protože se pak nedostávalo ani řeckých a hebrejských znaků, Gregory označil unciální texty skupinami čísel začínajícími nulou (pro odlišení od symbolů pro minuskulní manuskripty). Sinajský kodex obdržel číslo 01, Alexandrijský — 02, Vatikánský — 03, Efrémův — 04 atd. Poslední jemu známý unciální manuskript označil Gregory číslem 0161.
Dnes je pro unciální kodexy katalogizováno 322 sigla identifikací (INTF) v Münsteru.
Číslo 322 není přesným počtem novozákonních unciálních textů. Unciální text 0168 se ztratil. Více než třicet manuskriptů má dvojí číselné označení: 074, 084, 090, 0110, 0112, 0113, 0117, 0119, 0123, 0124, 0125, 0137, 0138, 0139, 0149, 0179, 0180, 0190, 0191, 0193, 0194, 0195, 0202, 0215, 0224, 0235, 0285, 0293.
Na druhé straně, některá čísla označují dva různé manuskripty, např. unciální texty 092a a 092b, 0121a a 0121b, 0278a a 0278b.
Některá číselné označení jsou použita pro jiné texty než novozákonní: 055 (komentář), 0100 (lekcionář), 0129 (lekcionář), 0152 (talisman), 0153 (ostrakon), 0192 (lekcionář), 0195 (lekcionář), 0203 (lekcionář). Unciální text 0212 ze 3. nebo 4. století je spíše důkazem pro Diatessaron než pro samotný Nový zákon. To znamená, že číslo 318 je pouze přibližné, aktuální počet unciálních textů je o něco nižší. Oproti tomu text minuscule 1143, známý jako Beratinus 2, je v některých částech psán semiunciálními znakya.

## Seznam všech registrovaných Novozákonních unciálních kodexů
- Čísla (#) jsou označením podle standardního systému Caspara René Gregoryho.
- Datování je zaokrouhleno na 50 let (s výjimkou Codex Vaticanus 354, kde je datování součástí textu — 949).
- Obsah shrnuje části textu Nového zákona: Evangelia (Evv.), Skutky apoštolů (Acta), Pavlovy epištoly (Pavel), Obecné epištoly (CE) a tak dále. V některých případech je dochovaná část kodexu tak malá, že je přímo určena kniha, kapitola a verš. Odkazované články, pokud existují, popisují obsah detailně, po verších.

Pouze Sinajský kodex je kompletním unciálním textem Nového zákona. Alexandrijský kodex je téměř kompletním textem. Obsahuje všechny knihy Nového zákona, ale chybí některé listy Matouše (25), Jana (2) a 2. Kor (3). Ve Vatikánském kodexu chybí poslední čtyři knihy a Epištola Židům není kompletní. Efrémův kodex obsahuje pouze 2/3 Nového zákona. Unciální texty s kódem vyšším než 046 mají obvykle pouze jeden nebo dva listy.

### Unciální texty s kódem sigla
Mnoho unciálních textů (asi 45 ze 300) jsou tak často citovány jako důležití svědkové pro text Nového zákona, že nemají pouze jména, ale také jednopísmenný kód nazývaný siglum, který slouží pro přesné odkazování v textovém aparátu a vědeckých článcích.
| #                      | Označení | Jméno                | Datování | Obsah                              | Instituce                                                                   | Město             | Země          |
| ---------------------- | -------- | -------------------- | -------- | ---------------------------------- | --------------------------------------------------------------------------- | ----------------- | ------------- |
| 01                     | א        | Sinajský kodex       | 350      | Evangelia, Pavel, Skutky, CE, Zjev | British Library, Add. 43725                                                 | Londýn            | UK            |
| 02                     | A        | Alexandrijský kodex  | 450      | Evangelia, Skutky, CE, Pavel, Rev  | British Library, Royal 1 D. VIII                                            | Londýn            | UK            |
| 03                     | B        | Vatikánský kodex     | 350      | Evangelia, Skutky, CE, Pavel       | Vatikánská knihovna, Gr. 1209                                               | Vatikán           | Vatikán       |
| 04                     | C        | Efrémův kodex        | 450      | Evangelia, Skutky, Pavel, Rev      | Francouzská národní knihovna, Gr. 9                                         | Paříž             | Francie       |
| 05                     | Dea      | Bezův kodex          | 450      | Evangelia, Skutky apoštolů         | Univerzita v Cambridgi, Nn. II. 41                                          | Cambridge         | UK            |
| 06                     | Dp       | Klaromontánský kodex | 550      | Pavlovy epištoly                   | Francouzská národní knihovna, Gr. 107 AB                                    | Paříž             | Francie       |
| 07                     | Ee       | Basilejský kodex     | 750      | Evangelia                          | Univerzita v Basileji, AN III 12                                            | Basilej           | Švýcarsko     |
| 08                     | Ea       | Laudianus            | 550      | Skutky apoštolů                    | Bodleyova knihovna, Laud. Gr. 35                                            | Oxford            | UK            |
| 09                     | Fe       | Boreelianus          | 850      | Evangelia                          | Univerzita v Utrechtu, Ms. 1                                                | Utrecht           | Nizozemsko    |
| 010                    | Fp       | Augiensis            | 850      | Pavlovy epištoly                   | Trinity College, B. XVII. 1                                                 | Cambridge         | UK            |
| 011                    | Ge       | Seidelianus I        | 850      | Evangelia                          | British Library, Harley 5684                                                | Londýn            | UK            |
| 012                    | Gp       | Boernerianus         | 850      | Pavlovy epištoly                   | Sächsische Landesbibliothek, A 145b                                         | Dresden           | Německo       |
| 013                    | He       | Seidelianus II       | 850      | Evangelia                          | Univerzita v Hamburku, codex 91 Trinity College (Cambridge), B. XVII 20, 21 | Hamburk Cambridge | Německo UK    |
| 014                    | Ha       | Mutinensis           | 850      | Skutky apoštolů                    | Biblioteca Estense, A.V. 6.3. (G. 196)                                      | Modena            | Itálie        |
| 015                    | Hp       | Coislinianus         | 550      | Pavlovy epištoly                   | Francouzská národní knihovna Great Lavra, s. n.                             | Paříž Athos       | Francie Řecko |
| 016                    | I        | Freerianus           | 450      | Pavlovy epištoly                   | Smithsonův institut, 06. 275                                                | Washington, D.C.  | USA           |
| 017                    | Ke       | Cyprius              | 850      | Evangelia                          | Francouzská národní knihovna, Gr. 63                                        | Paříž             | Francie       |
| 018                    | Kap      | Mosquensis           | 850      | Skutky, Pavel                      | Muzeum dějin Moskvy, V. 93                                                  | Moskva            | Rusko         |
| 019                    | Le       | Regius               | 750      | Evangelia                          | Francouzská národní knihovna, Gr. 62                                        | Paříž             | Francie       |
| 020                    | Lap      | Angelicus            | 850      | Skutky, Pavel                      | Biblioteca Angelica, 39                                                     | Řím               | Itálie        |
| 021                    | M        | Codex Campianus      | 850      | Evangelia                          | Francouzská národní knihovna, Gr. 48                                        | Paříž             | Francie       |
| 022                    | N        | Petropolitanus Purp. | 550      | Evangelia                          | Ruská národní knihovna, Gr. 537                                             | Petrohrad         | Rusko         |
| 023                    | O        | Sinopensis           | 550      | Evangelium podle Matouše           | Francouzská národní knihovna, Suppl. Gr. 1286                               | Paříž             | Francie       |
| 024                    | Pe       | Guelferbytanus A     | 550      | Evangelia                          | Herzog August Bibliothek, codices Weißenburg 64                             | Wolfenbüttel      | Německo       |
| 025                    | Papr     | Porphyrianus         | 850      | Skutky, Pavel, Cath, Rev           | Ruská národní knihovna, Gr. 225                                             | Petrohrad         | Rusko         |
| 026                    | Q        | Guelferbytanus B     | 450      | Lukáš 4,6,12,15,17-23; Jan 12,14   | Herzog August Bibliothek, codices Weißenburg 64                             | Wolfenbüttel      | Německo       |
| 027                    | R        | Nitriensis           | 550      | Evangelium podle Lukáše            | Britská knihovna, Add. 17211                                                | Londýn            | UK            |
| 028                    | S        | Vaticanus 354        | 949      | Evangelia                          | Vatikánská apoštolská knihovna, Gr. 354                                     | Vatikán           | Vatikán       |
| 029 = [0113=0125=0139] | T        | Borgianus            | 450      | Lukáš — Jan                        | Vatikánská apoštolská knihovna, Borgia Coptic 109 Pierpont Morgan Library   | Vatikán New York  | Vatikán USA   |
| 030                    | U        | Nanianus             | 850      | Evangelia                          | Biblioteca Marciana, 1397(I,8)                                              | Benátky           | Itálie        |
| 031                    | V        | Mosquensis II        | 850      | Evangelia                          | Muzeum dějin Moskvy, V. 9, S. 399                                           | Moskva            | Rusko         |
| 032                    | W        | Washingtonianus      | 450      | Evangelia                          | Smithsonův institut, 06. 274                                                | Washington, D.C.  | USA           |
| 033                    | X        | Monacensis           | 950      | Evangelia                          | Mnichovská univerzita, 2° codex manuscript 30                               | Mnichov           | Německo       |
| 034                    | Y        | Macedoniensis        | 850      | Evangelia                          | Univerzita v Cambridgi, additional manuscripts 6594                         | Cambridge         | UK            |
| 035                    | Z        | Dublinensis          | 550      | Matouš 1-2,4-8,10-15,17-26         | Trinity College, Ms. 32                                                     | Dublin            | Irsko         |
| 036                    | Γ        | Tischendorfianus IV  | 950      | Evangelia                          | Bodleyova knihovna, Auct. T. infr. 2.2 Ruská národní knihovna, Gr 33        | Oxford Petrohrad  | UK Rusko      |
| 037                    | Δ        | Sangallensis         | 850      | Evangelia                          | Abbey library of Saint Gall 48                                              | St. Gallen        | Švýcarsko     |
| 038                    | Θ        | Coridethianus        | 850      | Evangelia                          | Institute of Manuscripts, Gr. 28                                            | Tbilisi           | Gruzie        |
| 039                    | Λ        | Tischendorfianus III | 850      | Lukáš, Jan                         | Bodleyova knihovna, Auct. T. inf. 1.1                                       | Oxford            | UK            |
| 040                    | Ξ        | Zacynthius           | 550      | Evangelium podle Lukáše            | British and Foreign Bible Society, Mss 24                                   | Londýn            | UK            |
| 041                    | Π        | Petropolitanus       | 850      | Evangelia                          | Ruská národní knihovna, Gr. 34                                              | Petrohrad         | Rusko         |
| 042                    | Σ        | Rossanensis          | 550      | Mat, Mark                          | Diocesian Museum, Cathedral                                                 | Rossano           | Itálie        |
| 043                    | Φ        | Beratinus            | 550      | Matouš, Mark                       | Státní archiv, Nr. 1                                                        | Tirana            | Albánie       |
| 044                    | Ψ        | Athous Lavrensis     | 900      | Evangelia, Skutky, Pavel           | Megisti Lávra, B΄ 52                                                        | Athos             | Řecko         |
| 045                    | Ω        | Athous Dionysiou     | 850      | Evangelia                          | Dionysiou monastery, 10 (55)                                                | Athos             | Řecko         |

### Ostatní unciální texty
| #                                                         | Jméno              | Datování | Obsah                                     | Instituce | Město                       | Země                   |
| --------------------------------------------------------- | ------------------ | -------- | ----------------------------------------- | --- | --------------------------- | ---------------------- |
| 046                                                       | Vaticanus 2066     | 950      | Zjevení Janovo                            | Vatikánská apoštolská knihovna, Gr. 2066                                                                                       | Vatikán                     | Vatikán                |
| 047                                                       |                    | 750      | Evangelia                                 | Princetonská univerzita, Μed. and Ren. Mss, Garrett 1                                                                          | Princeton                   | USA                    |
| 048                                                       | Vaticanus 2061     | 450      | Skutky, CE, Pavel                         | Vatikánská apoštolská knihovna, Gr. 2061                                                                                       | Vatikán                     | Vatikán                |
| 049                                                       |                    | 850      | Skutky, CE, Pavlovy epištoly              | Megisti Lávra, A' 88 | Athos                       | Řecko                  |
| 050                                                       |                    | 850      | Evangelium podle Jana                     | Εθνική Βιβλιοθήκη, 1371 Dionysiou monastery, 2(71) Muzeum dějin Moskvy, V. 29, S. 119 Christ Church, Oxford, Wake 2,3          | Atény Athos Moskva Oxford   | Řecko Rusko UK         |
| 051                                                       | Ath. Pantokratoros | 950      | Zjevení Janovo                            | Pantokratoros monastery, 44 | Athos                       | Řecko                  |
| 052                                                       | Ath. Panteleimonos | 950      | Zjevení Janovo                            | Panteleimonos, 99,2 | Athos                       | Řecko                  |
| 053                                                       |                    | 850      | Evangelium podle Lukáše                   | Bavorská státní knihovna, Gr. 208                                                                                              | Mnichov                     | Německo                |
| 054                                                       | Codex Barberini    | 750      | Evangelium podle Jana                     | Vatikánská apoštolská knihovna, Barberini Gr. 521                                                                              | Vatikán                     | Vatikán                |
| 055                                                       |                    | 1050     | Evangelia                                 | Francouzská národní knihovna, Gr. 201                                                                                          | Paříž                       | Francie                |
| 056                                                       |                    | 950      | Skutky apoštolů, Pavlovy epištoly         | Francouzská národní knihovna, Coislin, Gr. 26                                                                                  | Paříž                       | Francie                |
| 057                                                       |                    | 400      | Skutky apoštolů                           | Berlínská státní muzea, P. 9808                                                                                                | Berlín                      | Německo                |
| 058                                                       |                    | 350      | Matouš 18                                 | Rakouská národní knihovna, Pap. G. 39782                                                                                       | Vídeň                       | Rakousko               |
| 059=0215                                                  |                    | 400      | Evangelium podle Marka                    | Rakouská národní knihovna, Pap. G. 39779 Pap. G. 36112                                                                         | Vídeň                       | Rakousko               |
| 060                                                       |                    | 550      | Evangelium podle Jana 14                  | Berlínská státní muzea, P. 5877                                                                                                | Berlín                      | Německo                |
| 061                                                       |                    | 450      | První list Timoteovi                      | Louvre Ms. E 7332 | Paříž                       | Francie                |
| 062                                                       |                    | 450      | List Galatským                            | Kubbet el Chazne | Damašek                     | Sýrie                  |
| 063=0117                                                  |                    | 850      | Lukáš, Jan                                | Vatopediou, 1219 Muzeum dějin Moskvy, V. 137, 181 Francouzská národní knihovna                                                 | Athos Moskva Paříž          | Řecko Rusko Francie    |
| 064 =074 =090                                             |                    | 550      | Matouš 27, Mark                           | Verdansky Nat. Libr. of Ukraine, Petrov 17 Klášter svaté Kateřiny, Sinai Harris 10 Ruská národní knihovna, Gr. 276             | Kyjev Sinaj Petrohrad       | Ukrajina Egypt Rusko   |
| 065                                                       |                    | 550      | Evangelium podle Jana                     | Ruská národní knihovna, Gr. 6 I                                                                                                | Petrohrad                   | Rusko                  |
| 066                                                       |                    | 550      | Skutky apoštolů                           | Ruská národní knihovna, Gr 6 II                                                                                                | Petrohrad                   | Rusko                  |
| 067                                                       |                    | 550      | Matouš et Mark                            | Ruská národní knihovna, Gr 6 III                                                                                               | Petrohrad                   | Rusko                  |
| 068                                                       |                    | 450      | Evangelium podle Jana 16                  | Britská knihovna, Add. 17136                                                                                                   | Londýn                      | UK                     |
| 069                                                       |                    | 450      | Evangelium podle Marka 10-11              | University of Chicago, Oriental Institute 2057                                                                                 | Chicago                     | USA                    |
| 070 =0110 =0124=0178=0179 =0180=0190=0191 =0193=0194=0202 |                    | 550      | Lukáš, and Jan                            | Francouzská národní knihovna, Copt. 132 Clarendon Press, b. 2 Rakouská národní knihovna, 1 f Britská knihovna, Or. 3579 B [29] | Paříž Oxford Vídeň Londýn   | Francie UK Rakousko UK |
| 071                                                       |                    | c. 500   | Matouš 1, 25                              | Harvardova univerzita, Semitic Museum 3735                                                                                     | Cambridge                   | USA                    |
| 072                                                       |                    | 500      | Evangelium podle Marka 2-3                | Kubbet el Chazne | Damašek                     | Sýrie                  |
| 073=084                                                   |                    | 550      | Matouš 14-15 †                            | Klášter svaté Kateřiny, Harris 7 Ruská národní knihovna, Gr. 277                                                               | Sinaj Petrohrad             | Egypt Rusko            |
| 074                                                       |                    | 550      | Matouš 25, 26, 28, Mark 1, 2, 5 †         | Klášter svaté Kateřiny | Sinaj                       | Egypt                  |
| 075                                                       |                    | 950      | Pavlovy epištoly                          | Εθνική Βιβλιοθήκη | Atény                       | Řecko                  |
| 076                                                       |                    | 500      | Skutky apoštolů 2                         | Pierpont Morgan Library, Pap. G. 8                                                                                             | New York                    | USA                    |
| 077                                                       |                    | 450      | Skutky apoštolů 13                        | Sinai, Harris App. 5 | Sinaj                       | Egypt                  |
| 078                                                       |                    | 550      | Matouš, Lukáš, Jan                        | Ruská národní knihovna, Gr. 13, fol. 1-7                                                                                       | Petrohrad                   | Rusko                  |
| 079                                                       |                    | 550      | Evangelium podle Lukáše                   | Ruská národní knihovna, Gr. 13, fol. 8-10                                                                                      | Petrohrad                   | Rusko                  |
| 080                                                       |                    | 550      | Evangelium podle Marka 9-10               | Ruská národní knihovna, Gr. 275 (3) Patriarchate 496                                                                           | Petrohrad Alexandrie        | Rusko Egypt            |
| 081                                                       |                    | 550      | 2 Kor 1-2                                 | Ruská národní knihovna, Gr. 9                                                                                                  | Petrohrad                   | Rusko                  |
| 082                                                       |                    | 550      | List Efezským 4                           | Muzeum dějin Moskvy, V, 108 | Moskva                      | Rusko                  |
| 083=0112=0235                                             |                    | 500      | Jan 1-4, Mark 14-16 Mark 13               | Ruská národní knihovna, Gr. 10 Sinai Harris 12 Ruská národní knihovna                                                          | Petrohrad Sinaj Petrohrad   | Rusko Egypt Rusko      |
| 084                                                       |                    | 550      | Matouš 15 †                               | Ruská národní knihovna, Gr. 277                                                                                                | Petrohrad                   | Rusko                  |
| 085                                                       |                    | 550      | Matouš 20, 22                             | Ruská národní knihovna, Gr. 714                                                                                                | Petrohrad                   | Rusko                  |
| 086                                                       |                    | 550      | Jan 1, 3-4                                | Britská knihovna, Or. 5707 | Londýn                      | UK                     |
| 087=092b                                                  |                    | 550      | Matouš 1-2, 19, 21 Jan 18 Mark 12         | Ruská národní knihovna, Gr. 12.278 Sinai 218 Sinai Harris 11, 1 f                                                              | Petrohrad Sinaj             | Rusko Egypt            |
| 088                                                       |                    | 500      | 1 Kor 15:53-16:9, Titus 1:1-13            | Ruská národní knihovna, Gr. 6, II                                                                                              | Petrohrad                   | Rusko                  |
| 089=092a                                                  |                    | 550      | Matouš 26:2-19                            | Ruská národní knihovna, Gr. 280 Klášter svaté Kateřiny                                                                         | Petrohrad Sinaj             | Rusko Egypt            |
| 090                                                       |                    | 550      | Matouš 26, 27; Mark 1-2 †                 | Ruská národní knihovna, Gr. 277                                                                                                | Petrohrad                   | Rusko                  |
| 091                                                       |                    | 550      | Evangelium podle Jana 6                   | Ruská národní knihovna, Gr. 279                                                                                                | Petrohrad                   | Rusko                  |
| 092a, 092b                                                |                    | 550      | Matouš 26:4-7.10-12                       | Klášter svaté Kateřiny | Sinaj                       | Egypt                  |
| 093                                                       |                    | 550      | Skutky 24-25, 1. Petrův 2-3               | Univerzita v Cambridgi, Taylor-Schechter Coll. 12,189                                                                          | Cambridge                   | UK                     |
| 094                                                       |                    | 550      | Matouš 24:9-21                            | Εθνική Βιβλιοθήκη, Or. 2106 | Atény                       | Řecko                  |
| 095=0123                                                  |                    | 750      | Skutky apoštolů 2-3 †                     | Ruská národní knihovna, Gr. 17 Gr. 49                                                                                          | Petrohrad                   | Rusko                  |
| 096                                                       |                    | 650      | Skutky apoštolů 2, 26                     | Ruská národní knihovna, Gr. 19                                                                                                 | Petrohrad                   | Rusko                  |
| 097                                                       |                    | 650      | Skutky apoštolů 13                        | Ruská národní knihovna, Gr. 18                                                                                                 | Petrohrad                   | Rusko                  |
| 098                                                       |                    | 650      | Druhý list Korintským 11                  | Biblioteca della Badia, Z' a' 24                                                                                               | Grottaferrata               | Itálie                 |
| 099                                                       |                    | 650      | Evangelium podle Marka 16                 | Francouzská národní knihovna, Copt. 129,8                                                                                      | Paříž                       | Francie                |
| 0100=0195                                                 |                    | 650      | Evangelium podle Jana 20                  | Francouzská národní knihovna, Copt. 129,10                                                                                     | Paříž                       | Francie                |
| 0101                                                      |                    | 750      | Evangelium podle Jana 1                   | Rakouská národní knihovna, Pap. G. 39780                                                                                       | Vídeň                       | Rakousko               |
| 0102=0138                                                 |                    | 650      | Evangelium podle Lukáše 3-4               | Vatopedi 1219; Francouzská národní knihovna, Gr. 1155                                                                          | Athos Paříž                 | Řecko Francie          |
| 0103                                                      |                    | 650      | Evangelium podle Marka 13-14              | Francouzská národní knihovna, Suppl. Gr. 726, ff. 6-7                                                                          | Paříž                       | Francie                |
| 0104                                                      |                    | 550      | Matouš 23 †; Mark 13-14 †                 | Francouzská národní knihovna, Suppl. Gr. 726, ff. 1-5, 8-10                                                                    | Paříž                       | Francie                |
| 0105                                                      |                    | 950      | Evangelium podle Jana 6-7                 | Rakouská národní knihovna, Suppl. Gr. 121                                                                                      | Vídeň                       | Rakousko               |
| 0106=0119                                                 |                    | 650      | Matouš 12-15                              | Ruská národní knihovna, Gr. 16 Lipská univerzita, Cod. Gr. 7,4 ff Selly Oak College                                            | Petrohrad Lipsko Birmingham | Rusko Německo UK       |
| 0107                                                      |                    | 650      | Matouš 22-23; Mark 4-5                    | Ruská národní knihovna, Gr. 11                                                                                                 | Petrohrad                   | Rusko                  |
| 0108                                                      |                    | 650      | Evangelium podle Lukáše 11                | Ruská národní knihovna, Gr. 22                                                                                                 | Petrohrad                   | Rusko                  |
| 0109                                                      |                    | 650      | Evangelium podle Jana 16-18               | Berlínská státní muzea, P. 5010                                                                                                | Berlín                      | Německo                |
| 0110                                                      |                    | 550      | Evangelium podle Jana                     | Britská knihovna | Londýn                      | UK                     |
| 0111                                                      |                    | 650      | 2. Tesalonickým 1:1-2:2                   | Berlínská státní muzea, P. 5013                                                                                                | Berlín                      | Německo                |
| 0112                                                      |                    | 500      | Evangelium podle Marka 14-16              | Sinai Harris 12 | Sinaj                       | Egypt                  |
| 0113                                                      |                    | 450      |                                           | Francouzská národní knihovna                                                                                                   | Paříž                       | Francie                |
| 0114                                                      |                    | 750      | Evangelium podle Jana 20 †                | Francouzská národní knihovna, Copt. 129.10, f. 198                                                                             | Paříž                       | Francie                |
| 0115                                                      |                    | 900      | Evangelium podle Lukáše 9-10 †            | Francouzská národní knihovna, Suppl. Gr. 314, ff. 179, 180                                                                     | Paříž                       | Francie                |
| 0116                                                      |                    | 750      | Matouše 19-27 †; Mark 13-14; Lukáše 3-4 † | Biblioteca Nazionale, II C 15                                                                                                  | Neapol                      | Itálie                 |
| 0117                                                      |                    | 850      | Evangelium podle Lukáše †                 | Francouzská národní knihovna, Suppl. Gr. 1155, II                                                                              | Paříž                       | Francie                |
| 0118                                                      |                    | 750      | Evangelium podle Matouše 11 †             | Sinai Harris 6 | Sinaj                       | Egypt                  |
| 0119                                                      |                    | 650      |                                           | Sinai Harris 8 | Sinaj                       | Egypt                  |
| 0120                                                      |                    | 750      | Skutky apoštolů                           | Vatikánská apoštolská knihovna, Gr. 2302                                                                                       | Vatikán                     | Vatikán                |
| 0121a                                                     |                    | 950      | První list Korintským †                   | Britská knihovna, Harley 5613                                                                                                  | Londýn                      | UK                     |
| 0121b                                                     | Codex Ruber        | 950      | List Židům †                              | Univerzita Heidelberg, Cod. 50                                                                                                 | Hamburg                     | Německo                |
| 0122                                                      |                    | 950      | List Galatským †, List Židům †            | Ruská národní knihovna, Gr. 32                                                                                                 | Petrohrad                   | Rusko                  |
| 0123                                                      |                    | 750      | Skutky apoštolů 2-3 †                     | Ruská národní knihovna, Gr. 49, 1-2, frag.                                                                                     | Petrohrad                   | Rusko                  |
| 0124                                                      | See 070            | 550      |                                           | Francouzská národní knihovna                                                                                                   | Paříž                       | Francie                |
| 0125                                                      | See 029            | 450      |                                           | Francouzská národní knihovna                                                                                                   | Paříž                       | Francie                |
| 0126                                                      |                    | 750      | Evangelium podle Marka 5-6                | Kubbet el Chazne | Damašek                     | Sýrie                  |
| 0127                                                      |                    | 750      | Evangelium podle Jana 2:2-11              | Francouzská národní knihovna, Copt. 129,10 fol. 207                                                                            | Paříž                       | Francie                |
| 0128                                                      |                    | 850      | Matouš 25:32-45                           | Francouzská národní knihovna, Copt. 129,10 f. 208                                                                              | Paříž                       | Francie                |
| 0129=0203                                                 |                    | ?        | První list Petrův †                       | Francouzská národní knihovna, Copt. 129,11 f. 208                                                                              | Paříž                       | Francie                |
| 0130                                                      |                    | 850      | Mark 1-2, Lukáš 1-2 †                     | Abbey library of Saint Gall, 18 fol. 143-146                                                                                   | St. Gallen                  | Švýcarsko              |
| 0131                                                      |                    | 850      | Evangelium podle Marka 7-9 †              | Trinity College, B VIII, 5 | Cambridge                   | UK                     |
| 0132                                                      |                    | 850      | Evangelium podle Marka 5 †                | Christ Church College, Wake 37, f. 237                                                                                         | Oxford                      | UK                     |
| 0133                                                      |                    | 850      | Matouš †; Marka †                         | Britská knihovna, Add. 31919                                                                                                   | Londýn                      | UK                     |
| 0134                                                      |                    | 750      | Evangelium podle Marka 3 †; 5 †           | Bodleyova knihovna, Sedl. sup. 2, ff. 177-78                                                                                   | Oxford                      | UK                     |
| 0135                                                      |                    | 850      | Matouš, Mark, Lukáše                      | Biblioteca Ambrosiana, Q. 6 | Milán                       | Itálie                 |
| 0136=0137                                                 |                    | 850      | Matouš 14; 25-26 †                        | Ruská národní knihovna, Gr. 281                                                                                                | Petrohrad                   | Rusko                  |
| 0137                                                      |                    | 850      | Matouš 13 †                               | Sinai Harris 9 | Sinaj                       | Egypt                  |
| 0138                                                      |                    | 650      | Matouš 21:24-24:15                        | Protatu, 56 | Athos                       | Řecko                  |
| 0139                                                      | See 029            | 450      |                                           | Francouzská národní knihovna                                                                                                   | Paříž                       | Francie                |
| 0140                                                      |                    | 950      | Skutky apoštolů 5                         | Sinai Harris App. 41 | Sinaj                       | Egypt                  |
| 0141                                                      |                    | 950      | Evangelium podle Jana †                   | Francouzská národní knihovna, Gr. 209                                                                                          | Paříž                       | Francie                |
| 0142                                                      |                    | 950      | Skutky, Paul, CE                          | Bayerische Staatsbibliothek, Gr. 375                                                                                           | Mnichov                     | Německo                |
| 0143                                                      |                    | 550      | Evangelium podle Marka 8 †                | Bodleyova knihovna, Gr. bibl. e, 5(P)                                                                                          | Oxford                      | UK                     |
| 0144                                                      |                    | 650      | Evangelium podle Marka 6 †                | Kubbet el Chazne | Damašek                     | Sýrie                  |
| 0145                                                      |                    | 650      | Evangelium podle Jana 6:26-31             | Kubbet el Chazne | Damašek                     | Sýrie                  |
| 0146                                                      |                    | 750      | Evangelium podle Marka 10:37-45           | Kubbet el Chazne | Damašek                     | Sýrie                  |
| 0147                                                      |                    | 550      | Evangelium podle Lukáše 6:23-35           | Kubbet el Chazne | Damašek                     | Sýrie                  |
| 0148                                                      |                    | 750      | Evangelium podle Matouše 28:5-19          | Rakouská národní knihovna, Gr. 106                                                                                             | Vídeň                       | Rakousko               |
| 0149                                                      |                    | 550      | Evangelium podle Marka 6 †                | Univerzita Heidelberg |                             | Německo                |
| 0150                                                      |                    | 850      | Pavlovy epištoly                          | Klášter sv. Jana, Ms 61 | Patmos                      | Řecko                  |
| 0151                                                      |                    | 850      | Pavlovy epištoly                          | Klášter sv. Jana, Ms 62 | Patmos                      | Řecko                  |
| 0152                                                      | Talisman           |          |                                           | |                             |                        |
| 0153                                                      | Ostracon           |          | 2 Kor 4:7; 2. Timoteovi 2:20              | Bodleyova knihovna | Oxford                      | UK                     |
| 0154                                                      |                    | 850      | Evangelium podle Marka 10, 11             | Kubbet el Chazne | Damašek                     | Sýrie                  |
| 0155                                                      |                    | 850      | Evangelium podle Lukáše 3, 6              | Kubbet el Chazne | Damašek                     | Sýrie                  |
| 0156                                                      |                    | 550      | Druhý list Petrův 3                       | Kubbet el Chazne | Damašek                     | Sýrie                  |
| 0157                                                      |                    | 700      | První list Janův 2                        | Kubbet el Chazne | Damašek                     | Sýrie                  |
| 0158                                                      |                    | 500      | List Galatským 1                          | Kubbet el Chazne | Damašek                     | Sýrie                  |
| 0159                                                      |                    | 550      | List Efezským 4-5                         | Kubbet el Chazne | Damašek                     | Sýrie                  |
| 0160                                                      |                    | 400      | Evangelium podle Matouše 26               | Berlínská státní muzea, P. 9961                                                                                                | Berlín                      | Německo                |
| 0161                                                      |                    | 750      | Evangelium podle Matouše 22               | Εθνική Βιβλιοθήκη, 139 | Atény                       | Řecko                  |
| 0162                                                      |                    | 300      | Evangelium podle Jana 2,11-22             | Metropolitní muzeum umění, 09. 182. 43 (P. Oxy. 847)                                                                           | New York                    | USA                    |
| 0163                                                      |                    | 450      | Zjevení Janovo 16                         | University of Chicago, Oriental Institute, 9361 (P. Oxy. 848)                                                                  | Chicago                     | USA                    |
| 0164                                                      |                    | 600      | Evangelium podle Matouše 13               | Berlínská státní muzea, P. 9108                                                                                                | Berlín                      | Německo                |
| 0165                                                      |                    | 450      | Skutky apoštolů 3-4                       | Berlínská státní muzea, P. 13271                                                                                               | Berlín                      | Německo                |
| 0166                                                      |                    | 450      | Skutky apoštolů 28 List Jakubův 1,11      | Univerzita Heidelberg, Pap. 1357                                                                                               | Heidelberg                  | Německo                |
| 0167                                                      |                    | 650      | Evangelium podle Marka                    | Great Lavra, Lavra Δ' 61 Université catholique de Louvain, Omont no. 8                                                         | Athos Lovaň                 | Řecko Belgie           |
| 0168                                                      |                    | 750      | Evangelia †                               | lost | —                           | —                      |
| 0169                                                      |                    | 350      | Zjevení Janovo 3-4                        | Princeton Theological Seminary, Pap. 5                                                                                         | Princeton                   | USA                    |
| 0170                                                      |                    | 500      | Evangelium podle Matouše 6 †              | Princeton Theological Seminary, Pap. 11                                                                                        | Princeton                   | USA                    |
| 0171                                                      |                    | 300      | Matouš 10; Lukáš 22                       | Biblioteca Laurentiana, PSI 2. 124 Berlínská státní muzea, P. 11863                                                            | Florencie Berlín            | Itálie Německo         |
| 0172                                                      |                    | 450      | List Římanům 1-2 †                        | Biblioteca Laurenziana, PSI 4                                                                                                  | Florencie                   | Itálie                 |
| 0173                                                      |                    | 450      | List Jakubův 1 †                          | Biblioteca Laurenziana, PSI 5                                                                                                  | Florencie                   | Itálie                 |
| 0174                                                      |                    | 450      | List Galatským 2:5-6                      | Biblioteca Laurenziana, PSI 118                                                                                                | Florencie                   | Itálie                 |
| 0175                                                      |                    | 450      | Skutky apoštolů 6 †                       | Biblioteca Laurenziana, PSI 125                                                                                                | Florencie                   | Itálie                 |
| 0176                                                      |                    | 400      | List Galatským 3 †                        | Biblioteca Laurenziana, PSI 251                                                                                                | Florencie                   | Itálie                 |
| 0177                                                      |                    | 950      | Evangelium podle Lukáše 1-2 †             | Rakouská národní knihovna, Pap. K. 2698                                                                                        | Vídeň                       | Rakousko               |
| 0178                                                      |                    | 550      |                                           | Rakouská národní knihovna (1 f)                                                                                                | Vídeň                       | Rakousko               |
| 0179                                                      |                    | 550      |                                           | |                             |                        |
| 0180                                                      |                    | 550      |                                           | |                             |                        |
| 0181                                                      |                    | 400      | Evangelium podle Lukáše 9-10              | Rakouská národní knihovna, Pap. G. 39778                                                                                       | Vídeň                       | Rakousko               |
| 0182                                                      |                    | 450      | Evangelium podle Lukáše 19                | Rakouská národní knihovna, Pap. G. 39781                                                                                       | Vídeň                       | Rakousko               |
| 0183                                                      |                    | 650      | Evangelium podle Lukáše 9-10              | Rakouská národní knihovna, Pap. G. 39778                                                                                       | Vídeň                       | Rakousko               |
| 0184                                                      |                    | 550      | Evangelium podle Marka 15                 | Rakouská národní knihovna, Pap. K. 8662                                                                                        | Vídeň                       | Rakousko               |
| 0185                                                      |                    | 350      | 1 Kor 2, 3                                | Rakouská národní knihovna, Pap. G. 39787                                                                                       | Vídeň                       | Rakousko               |
| 0186                                                      |                    | 500      | 2 Kor 4 †                                 | Rakouská národní knihovna, Pap. G. 39788                                                                                       | Vídeň                       | Rakousko               |
| 0187                                                      |                    | 550      | Evangelium podle Marka 6                  | Univerzita Heidelberg, Pap. 1354                                                                                               | Heidelberg                  | Německo                |
| 0188                                                      |                    | 350      | Evangelium podle Marka 11                 | Berlínská státní muzea, P. 13416                                                                                               | Berlín                      | Německo                |
| 0189                                                      |                    | 200      | Skutky apoštolů 5:3-21                    | Berlínská státní muzea, P. 11765                                                                                               | Berlín                      | Německo                |
| 0190                                                      |                    |          |                                           | |                             |                        |
| 0191                                                      |                    |          |                                           | |                             |                        |
| 0192                                                      | ℓ 1604             |          |                                           | |                             |                        |
| 0193                                                      |                    |          |                                           | |                             |                        |
| 0194                                                      |                    |          |                                           | |                             |                        |
| 0195                                                      |                    | 650      | Evangelium podle Jana 20 †                | Francouzská národní knihovna                                                                                                   | Paříž                       | Francie                |
| 0196                                                      |                    | 850      | Matouš 5, Lukáš 24                        | Národní muzeum | Damašek                     | Sýrie                  |
| 0197                                                      |                    | 850      | Matouš 20; 22                             | Benedictine Abbey | Beuron                      | Německo                |
| 0198                                                      |                    | 550      | List Koloským 3                           | Britská knihovna, Pap. 459 | Londýn                      | UK                     |
| 0199                                                      |                    | 600      | 1 Kor 11                                  | Britská knihovna, Pap. 2077 B                                                                                                  | Londýn                      | UK                     |
| 0200                                                      |                    | 650      | Matouš 11                                 | Britská knihovna Pap. 2077 C                                                                                                   | Londýn                      | UK                     |
| 0201                                                      |                    | 450      | 1 Kor 12; 14                              | Britská knihovna, Pap. 2240 | Londýn                      | UK                     |
| 0202                                                      |                    | 550      | Evangelium podle Lukáše 8-9 †             | Britská knihovna, Or. 3570 B [29]                                                                                              |                             |                        |
| 0203                                                      |                    | 9th      |                                           | Britská knihovna, Or. 3570 B [59]                                                                                              | Londýn                      | UK                     |
| 0204                                                      |                    | 650      | Matouš 24                                 | Britská knihovna, Gr. 4923 | Londýn                      | UK                     |
| 0205                                                      |                    | 750      | List Titovi                               | Univerzita v Cambridgi, Or. 1699                                                                                               | Cambridge                   | UK                     |
| 0206                                                      |                    | 350      | První list Petrův 5                       | United Theological Seminary, P. Oxy. 1353                                                                                      | Dayton                      | USA                    |
| 0207                                                      |                    | 350      | Zjevení Janovo 9:2-15                     | Biblioteca Laurenziana, PSI 1166                                                                                               | Florencie                   | Itálie                 |
| 0208                                                      |                    | 550      | List Koloským 1-2, 1. Tesalonickým 2      | Bayerische Staatsbibliothek, 29022                                                                                             | Mnichov                     | Německo                |
| 0209                                                      |                    | 650      | Římanům; 2 Kor; 2. Petrův                 | University of Michigan, Ms. 8, ff. 96, 106-112                                                                                 | Ann Arbor                   | USA                    |
| 0210                                                      |                    | 650      | Evangelium podle Jana 5-6                 | Berlínská státní muzea, P. 3607, 3623                                                                                          | Berlín                      | Německo                |
| 0211                                                      |                    | 650      | Evangelia                                 | Institute of Manuscripts, Gr. 27                                                                                               | Tbilisi                     | Gruzie                 |
| 0212                                                      |                    | 250      | Diatessaron                               | Yaleova univerzita, P. Dura 10                                                                                                 | New Haven                   | USA                    |
| 0213                                                      |                    | c. 500   | Evangelium podle Marka 3                  | Rakouská národní knihovna, Pap. G. 1384                                                                                        | Vídeň                       | Rakousko               |
| 0214                                                      |                    | c. 400   | Evangelium podle Marka 8                  | Rakouská národní knihovna, Pap. G. 29300                                                                                       | Vídeň                       | Rakousko               |
| 0215                                                      |                    | c. 500   | Evangelium podle Marka 15:20-21,26-27     | Rakouská národní knihovna, Pap. G. 36112                                                                                       | Vídeň                       | Rakousko               |
| 0216                                                      |                    | 450      | Evangelium podle Jana 8-9                 | Rakouská národní knihovna, Pap. G. 3081                                                                                        | Vídeň                       | Rakousko               |
| 0217                                                      |                    | 450      | Evangelium podle Jana 11-12               | Rakouská národní knihovna, Pap. G. 39212                                                                                       | Vídeň                       | Rakousko               |
| 0218                                                      |                    | 450      | Evangelium podle Jana 12                  | Rakouská národní knihovna, Pap. G. 19892                                                                                       | Vídeň                       | Rakousko               |
| 0219                                                      |                    | c. 400   | List Římanům 2-9                          | Rakouská národní knihovna, Pap. G. 36113, 26083                                                                                | Vídeň                       | Rakousko               |
| 0220                                                      |                    | c. 300   | List Římanům 4:23-5:3; 5:8-13             | Martin Schøyen Collection; MS 113                                                                                              | Oslo                        | Norsko                 |
| 0221                                                      |                    | 350      | List Římanům 5-6                          | Rakouská národní knihovna, Pap. G. 19890                                                                                       | Vídeň                       | Rakousko               |
| 0222                                                      |                    | 350      | 1 Kor 9                                   | Rakouská národní knihovna, Pap. G. 29299                                                                                       | Vídeň                       | Rakousko               |
| 0223                                                      |                    | 550      | 2 Kor 1-2                                 | Rakouská národní knihovna, Pap. G. 3073                                                                                        | Vídeň                       | Rakousko               |
| 0224                                                      |                    | 500      | 2 Kor 4 †                                 | Rakouská národní knihovna, Pap. G. 3075                                                                                        | Vídeň                       | Rakousko               |
| 0225                                                      |                    | 550      | 2 Kor 5-6, 8                              | Rakouská národní knihovna, Pap. G. 19802                                                                                       | Vídeň                       | Rakousko               |
| 0226                                                      |                    | 450      | 1. Tesalonickým 4:16-5:5                  | Rakouská národní knihovna, Pap. G. 31489                                                                                       | Vídeň                       | Rakousko               |
| 0227                                                      |                    | 450      | List Židům 11                             | Rakouská národní knihovna, Pap. G. 26055                                                                                       | Vídeň                       | Rakousko               |
| 0228                                                      |                    | 350      | List Židům 12                             | Rakouská národní knihovna, Pap. G. 19888                                                                                       | Vídeň                       | Rakousko               |
| 0229                                                      |                    | 750      | Zjevení Janovo 18, 19                     | Biblioteca Laurenziana, PSI 1296b                                                                                              | Florencie                   | Itálie                 |
| 0230                                                      |                    | 350      | List Efezským 6                           | Biblioteca Laurenziana, PSI 1306                                                                                               | Florencie                   | Itálie                 |
| 0231                                                      |                    | 350      | Evangelium podle Matouše 26-27            | Bodleyova knihovna, P. Ant. 11                                                                                                 | Oxford                      | UK                     |
| 0232                                                      |                    | 500      | Druhý list Janův 1-5, 6-9                 | Bodleyova knihovna, P. Ant. 12                                                                                                 | Oxford                      | UK                     |
| 0233                                                      |                    | 750      | Evangelia                                 | Bible Museum (Ms. 1) | Münster                     | Německo                |
| 0234                                                      |                    | 750      | Matouše 28; Jan 1                         | Kubbet el Chazne | Damašek                     | Sýrie                  |
| 0235                                                      |                    | 500      | Evangelium podle Marka 13                 | Ruska národní knihovna | Petrohrad                   | Rusko                  |
| 0236                                                      |                    | 450      | Skutky apoštolů 3                         | Puškinovo muzeum, Golenishev Copt. 55                                                                                          | Moskva                      | Rusko                  |
| 0237                                                      |                    | 550      | Evangelium podle Matouše 15               | Rakouská národní knihovna, Pap. K. 8023                                                                                        | Vídeň                       | Rakousko               |
| 0238                                                      |                    | 750      | Evangelium podle Jana 7                   | Rakouská národní knihovna, Pap. K. 8668                                                                                        | Vídeň                       | Rakousko               |
| 0239                                                      |                    | 650      | Evangelium podle Lukáše 2                 | Britská knihovna, Or. 4717 (16)                                                                                                | Londýn                      | UK                     |
| 0240                                                      |                    | 450      | List Titovi 1                             | Institute of Manuscripts, 2123                                                                                                 | Tbilisi                     | Gruzie                 |
| 0241                                                      |                    | 550      | První list Timoteovi 3-4                  | Bibliotheca Bodmeriana | Cologny                     | Švýcarsko              |
| 0242                                                      |                    | 350      | Evangelium podle Matouše 8-9; 13          | Egyptské muzeum, no. 71942 | Káhira                      | Egypt                  |
| 0243                                                      |                    | 950      | 1 Kor 13-2 Kor 13                         | Biblioteca Marciana, 983 (II, 181)                                                                                             | Benátky                     | Itálie                 |
| 0244                                                      |                    | 450      | Skutky apoštolů 11-12                     | Université catholique de Louvain, P.A.M. Khirbet Mird 8                                                                        | Nová Lovaň                  | Belgie                 |
| 0245                                                      |                    | 550      | První list Janův 3-4                      | Selly Oak Colleges, Mingana Georg. 7                                                                                           | Birmingham                  | UK                     |
| 0246                                                      |                    | 550      | List Jakubův 1                            | Westminster College | Cambridge                   | UK                     |
| 0247                                                      |                    | 500      | 1. Petrův 5; 2. Petrův 1                  | John Rylands Library, P. Copt. 20                                                                                              | Manchester                  | UK                     |
| 0248                                                      |                    | 850      | Evangelium podle Matouše                  | Bodleyova knihovna, Auct. T 4.21, ff. 45-57, 91-145, 328-331                                                                   | Oxford                      | UK                     |
| 0249                                                      |                    | 950      | Evangelium podle Matouše 25               | Bodleyova knihovna, Auct. T 4.21, ff. 326, 327                                                                                 | Oxford                      | UK                     |
| 0250                                                      | Climaci Rescriptus | 750      | Evangelia †                               | Westminster College 33 ff. | Cambridge                   | UK                     |
| 0251                                                      |                    | 550      | 3. Janův 12-15; List Judův 3-5            | Louvre, S.N. 121 | Paříž                       | Francie                |
| 0252                                                      | Pap. Barcinonensis | 450      | List Židům 6 †                            | Fundación Sant Lluc Evangelista, P. Barc. 6                                                                                    | Barcelona                   | Španělsko              |
| 0253                                                      |                    | 550      | Evangelium podle Lukáše 10:19-22          | Kubbet el Chazne | Damašek                     | Sýrie                  |
| 0254                                                      |                    | 450      | List Galatským 5,13-17                    | Kubbet el Chazne | Damašek                     | Sýrie                  |
| 0255                                                      |                    | 850      | Evangelium podle Matouše 26; 27           | Kubbet el Chazne | Damašek                     | Sýrie                  |
| 0256                                                      |                    | 750      | Evangelium podle Jana 6                   | Rakouská národní knihovna, Pap. G. 26084                                                                                       | Vídeň                       | Rakousko               |
| 0257                                                      |                    | 850      | Matouš 5-26; Mark 6-16                    | Monastery of Agiou Nikanoros                                                                                                   | Zavorda                     | Turecko                |
| 0258                                                      |                    | ?        | Evangelium podle Jana 10                  | Location unknown | —                           | —                      |
| 0259                                                      |                    | 650      | První list Timoteovi 1                    | Berlínská státní muzea, P. 3605                                                                                                | Berlín                      | Německo                |
| 0260                                                      |                    | 550      | Evangelium podle Jana 1                   | Berlínská státní muzea, P. 5542                                                                                                | Berlín                      | Německo                |
| 0261                                                      |                    | 450      | List Galatským 1; 4                       | Berlínská státní muzea, P. 6791, 6792, 14043                                                                                   | Berlín                      | Německo                |
| 0262                                                      |                    | 650      | První list Timoteovi 1                    | Staatliche Museen zu Berlin, P. 13977                                                                                          | Berlín                      | Německo                |
| 0263                                                      |                    | 550      | Evangelium podle Marka 5                  | Berlínská státní muzea, P. 14045                                                                                               | Berlín                      | Německo                |
| 0264                                                      |                    | 450      | Evangelium podle Jana 8                   | Berlínská státní muzea, P. 14049                                                                                               | Berlín                      | Německo                |
| 0265                                                      |                    | 550      | Evangelium podle Lukáše 7                 | Staatliche Museen zu Berlin, P. 16994                                                                                          | Berlín                      | Německo                |
| 0266                                                      |                    | 550      | Evangelium podle Lukáše 20                | Berlínská státní muzea, P. 17034                                                                                               | Berlín                      | Německo                |
| 0267                                                      |                    | 450      | Evangelium podle Lukáše 8                 | Fundación Sant Lluc Evangelista, P. Barc. 16                                                                                   | Barcelona                   | Španělsko              |
| 0268                                                      |                    | 650      | Evangelium podle Jana 1                   | Berlínská státní muzea, P. 6790                                                                                                | Berlín                      | Německo                |
| 0269                                                      |                    | 850      | Evangelium podle Marka 6                  | Britská knihovna, Add. 31919, f. 23                                                                                            | Londýn                      | UK                     |
| 0270                                                      |                    | 500      | 1 Kor 15                                  | Univerzitní knihovna, GK 200                                                                                                   | Amsterdam                   | Nizozemsko             |
| 0271                                                      |                    | 850      | Evangelium podle Matouše 12               | Britská knihovna, Add. 31919, f. 22                                                                                            | Londýn                      | UK                     |
| 0272                                                      |                    | 850      | Evangelium podle Lukáše 16-17; 19         | Britská knihovna, Add. 31919, f. 21, 98, 100                                                                                   | Londýn                      | UK                     |
| 0273                                                      |                    | 850      | Evangelium podle Jana 2-3†; 4†; 5-6†      | Britská knihovna, Add. 31919, f. 29, 99, 100                                                                                   | Londýn                      | UK                     |
| 0274                                                      |                    | 450      | Evangelium podle Marka 6-10†              | Egypt Exploration Society, 01 61/2 192 2S                                                                                      | Londýn                      | UK                     |
| 0275                                                      |                    | 650      | Evangelium podle Matouše 5                | Trinity College, TCD PAP F 138                                                                                                 | Dublin                      | Irsko                  |
| 0276                                                      |                    | 750      | Evangelium podle Marka 14-15              | Louvre, 10039b | Paříž                       | Francie                |
| 0277                                                      |                    | 700      | Evangelium podle Matouše 14               | Instituto Papirologico "G. Vitelli", PSI Inv. CNR 32 C                                                                         | Florencie                   | Itálie                 |
| 0278                                                      |                    | 850      | Pavlovy epištoly                          | Klášter svaté Kateřiny, N.E. ΜΓ 2                                                                                              | Sinaj                       | Egypt                  |
| 0279                                                      |                    | 800      | Evangelium podle Lukáše 8; 2              | Klášter svaté Kateřiny, N.E. ΜΓ 15                                                                                             | Sinaj                       | Egypt                  |
| 0280                                                      |                    | 750      | Pavlovy epištoly                          | Klášter svaté Kateřiny, N.E. ΜΓ 15a                                                                                            | Sinaj                       | Egypt                  |
| 0281                                                      |                    | 700      | Evangelium podle Matouše 6-27 †           | Klášter svaté Kateřiny, N.E. ΜΓ 29                                                                                             | Sinaj                       | Egypt                  |
| 0282                                                      |                    | 550      | List Filemonovi 2; 3 †                    | Klášter svaté Kateřiny, N.E. ΜΓ 29a                                                                                            | Sinaj                       | Egypt                  |
| 0283                                                      |                    | 850      | Evangelium podle Marka †                  | Klášter svaté Kateřiny, N.E. ΜΓ 47                                                                                             | Sinaj                       | Egypt                  |
| 0284                                                      |                    | 750      | Evangelium podle Matouše 26; 27; 28 †     | Klášter svaté Kateřiny, N.E. ΜΓ 48                                                                                             | Sinaj                       | Egypt                  |
| 0285                                                      |                    | 550      | Pavlovy epištoly †                        | Klášter svaté Kateřiny, N.E. ΜΓ 70                                                                                             | Sinaj                       | Egypt                  |
| 0286                                                      |                    | 550      | Matouš 16:13-19; Jan 10:12-16             | Klášter svaté Kateřiny, N.E. ΜΓ 72                                                                                             | Sinaj                       | Egypt                  |
| 0287                                                      |                    | 550      | Evangelia †                               | Klášter svaté Kateřiny, N.E. ΜΓ 97                                                                                             | Sinaj                       | Egypt                  |
| 0288                                                      |                    | 550      | Evangelium podle Lukáše †                 | Klášter svaté Kateřiny, N.E. ΜΓ 98                                                                                             | Sinaj                       | Egypt                  |
| 0289                                                      |                    | 700      | Římanům — 1 Kor                           | Klášter svaté Kateřiny, N.E. ΜΓ 99                                                                                             | Sinaj                       | Egypt                  |
| 0290                                                      |                    | 850      | Evangelium podle Jana 18:4-20:2           | Klášter svaté Kateřiny, N.E. ΜΓ 102                                                                                            | Sinaj                       | Egypt                  |
| 0291                                                      |                    | 700      | Evangelium podle Lukáše 8-9               | Klášter svaté Kateřiny, N.E. ΜΓ 1                                                                                              | Sinaj                       | Egypt                  |
| 0292                                                      |                    | 550      | Evangelium podle Marka 6-7                | Klášter svaté Kateřiny, N.E. ΜΓ 2-4                                                                                            | Sinaj                       | Egypt                  |
| 0293                                                      |                    | 700      | Evangelium podle Matouše 21; 26           | Klášter svaté Kateřiny, N.E. ΜΓ 10                                                                                             | Sinaj                       | Egypt                  |
| 0294                                                      |                    | 700      | Skutky apoštolů 14-15                     | Klášter svaté Kateřiny, N.E. ΜΓ 16                                                                                             | Sinaj                       | Egypt                  |
| 0295                                                      |                    | 850      | 2 Kor 12:14-13:1                          | Klášter svaté Kateřiny, N.E. ΜΓ 16, 27, 30, 42, 43, 47, 49                                                                     | Sinaj                       | Egypt                  |
| 0296                                                      |                    | 550      | 2 Kor 7; 1. Janův 5                       | Klášter svaté Kateřiny, N.E. ΜΓ 48, 53, 55                                                                                     | Sinaj                       | Egypt                  |
| 0297                                                      |                    | 850      | Evangelium podle Matouše 1; 5             | Britská knihovna, Add. 31919, fol. 105, 108                                                                                    | Londýn                      | UK                     |
| 0298                                                      |                    | 800      | Evangelium podle Matouše 26               | Fundación Sant Lluc Evangelista, P. Barc. 4                                                                                    | Barcelona                   | Španělsko              |
| 0299                                                      |                    | c. 1000  | Evangelium podle Jana 20:1-7              | Francouzská národní knihovna, Copte 129, 10 fol. 199v                                                                          | Paříž                       | Francie                |
| 0300                                                      |                    | c. 600   | Evangelium podle Matouše 20:2-17          | Coptic Museum, 3525 | Káhira                      | Egypt                  |
| 0301                                                      |                    | 450      | Evangelium podle Jana 17,1-4              | Martin Schøyen Collection, MS1367                                                                                              | Oslo                        | Norsko                 |
| 0302                                                      |                    | 550      | Evangelium podle Jana 10,29-30            | Berlínská státní muzea, P. 21315                                                                                               | Berlín                      | Německo                |
| 0303                                                      |                    | 650      | Evangelium podle Lukáše 13,17-29          | Francouzská národní knihovna, Suppl. Gr. 1155 VII, fol. 19                                                                     | Paříž                       | Francie                |
| 0304                                                      |                    | 850      | Skutky apoštolů 6:5-7:13                  | Francouzská národní knihovna, Gr. 1126, fol. 160                                                                               | Paříž                       | Francie                |
| 0305                                                      |                    | ?        | Evangelium podle Matouše 20               | Francouzská národní knihovna, Copt. 133.2, fol. 3                                                                              | Paříž                       | Francie                |
| 0306                                                      |                    | 850      | Evangelium podle Jana 9                   | Bodleyova knihovna, Selden Supra 9, fol. 114-120                                                                               | Oxford                      | UK                     |
| 0307                                                      |                    | 650      | Matouš 11-12; Mark 11-12; Lukáš 9-10,22   | Vatikánská apoštolská knihovna, Gr. 2061                                                                                       | Vatikán                     | Vatikán                |
| 0308                                                      |                    | 350      | Zjevení Janovo 11                         | Sackler Library, P. Oxy. 4500                                                                                                  | Oxford                      | UK                     |
| 0309                                                      |                    | 550      | Evangelium podle Jana 20                  | Institut für Altertumskunde, Kolínská univerzita, Inv. 806                                                                     | Kolín nad Rýnem             | Německo                |
| 0310                                                      |                    | 950      | List Titovi 2:15-3:7                      | Univerzita v Cambridgi, Ms. Or. 161699                                                                                         | Cambridge                   | UK                     |
| 0311                                                      |                    | 800      | List Římanům 8:1-13                       | Christopher de Hamel collection Parker Lib., Gk. MS 1                                                                          | Cambridge                   | UK                     |
| 0312                                                      |                    | 300      | Lukáš 5; 7                                | Christopher de Hamel collection Parker Lib., Gk. MS 2                                                                          | Cambridge                   | UK                     |
| 0313                                                      |                    | 450      | Evangelium podle Marka 4:9.15             | Christopher de Hamel collection Parker Lib., Gk. MS 3                                                                          | Cambridge                   | UK                     |
| 0314                                                      |                    | 550      | Evangelium podle Jana 5:43                | Christopher de Hamel collection Parker Lib., Gk. MS 4                                                                          | Cambridge                   | UK                     |
| 0315                                                      |                    | 400      | Evangelium podle Marka 2:9.21.25; 3:1-2   | Christopher de Hamel collection Parker Lib., Gk. MS 5                                                                          | Cambridge                   | UK                     |
| 0316                                                      |                    | 650      | List Judův 18-25                          | Morgan Library & Museum, M 597 f. II                                                                                           | New York                    | USA                    |
| 0317                                                      |                    | 650?     | Evangelium podle Marka 14                 | Univerzita v Cambridgi, Mss. Or. 1700                                                                                          | Cambridge                   | UK                     |
| 0318                                                      |                    | 650      | Evangelium podle Marka 9-14               | Morgan Library & Museum, M 661                                                                                                 | New York                    | USA                    |
| 0319 (Dabs1)                                              | Sangermanensis     | 900      | Pavlovy epištoly                          | Ruská národní knihovna, Gr. 20                                                                                                 | Petrohrad                   | Rusko                  |
| 0320 (Dabs2)                                              |                    | 950      | List Efezským                             | | Mengeringhausen             | Německo                |

### Další seznamy manuskriptů Nového zákona
- Seznam papyrů Nového zákona
- Seznam minuskulních textů Nového zákona
- Seznam lekcionářů k Novému zákonu
- Seznam latinských manuskriptů Nového zákona
- Seznam církevních otců Nového zákona
- Kategorie manuskriptů Nového zákona

### Další články
- Seznam egyptských papyrů podle datování
- Novum Testamentum Graece
- Paleografie
- Biblické manuskripty
- Textová kritika

### Seznamy manuskriptů
- A Table of Greek Manuscripts Archivováno 5. 9. 2008 na Wayback Machine.
- Greek Codices of the Bible
- Majuscule Edition – Summary of Manuscripts Archivováno 12. 12. 2008 na Wayback Machine.
- New Testament Greek MSS ordered by century (Compiled by Maurice Robinson)
- Greek Manuscript Quick Reference – The Life Foundations Nexus Archivováno 6. 5. 2009 na Wayback Machine.
- "Continuation of the Manuscript List", INTF, University of Münster

### Sbírky
- The Schøyen Collection
- State Museums of Berlin
- Institut für Altertumskunde (německy)